# Tỉnh (Tây Ban Nha)
Tây Ban Nha được chia thành 50 tỉnh (provincia). Một vài tỉnh có thể hợp lại thành một vùng tự trị. Cũng có tỉnh mà một mình nó đồng thời là vùng tự trị. Hầu hết các tỉnh đều có tên giống như tên tỉnh lỵ của nó. Các tỉnh lại được chia thành các đô thị. Tỉnh lỵ là một đô thị trong tỉnh.
| Tên tỉnh                                                             | Tỉnh lỵ                                                                         | Vùng hành chính    | Danh sách các đô thị |
| -------------------------------------------------------------------- | ------------------------------------------------------------------------------- | ------------------ | -------------------- |
| Álava (tiếng Tây Ban Nha); Araba (tiếng Basque)                      | Vitoria (tiếng Tây Ban Nha); Gasteiz (tiếng Basque)                             | Xứ Basque          | Các đô thị           |
| Albacete                                                             | Albacete                                                                        | Castile-La Mancha  | Các đô thị           |
| Alicante (tiếng Tây Ban Nha); Alacant (tiếng Catalan)                | Alicante (tiếng Tây Ban Nha); Alacant (tiếng Catalan)                           | Cộng đồng Valencia | Các đô thị           |
| Almería                                                              | Almería                                                                         | Andalusia          | Các đô thị           |
| Asturias                                                             | Oviedo                                                                          | Asturias           | Các đô thị           |
| Ávila                                                                | Ávila                                                                           | Castile và León    | Các đô thị           |
| Badajoz                                                              | Badajoz                                                                         | Extremadura        | Các đô thị           |
| Quần đảo Baleares (tiếng Tây Ban Nha); Illes Balears (tiếng Catalan) | Palma de Mallorca                                                               | Balearic Islands   | Các đô thị           |
| Barcelona                                                            | Barcelona                                                                       | Catalonia          | Các đô thị           |
| Vizcaya (tiếng Tây Ban Nha); Bizkaia (tiếng Basque)                  | Bilbao (tiếng Tây Ban Nha); Bilbo (tiếng Basque)                                | Xứ Basque          | Các đô thị           |
| Burgos                                                               | Burgos                                                                          | Castile và León    | Các đô thị           |
| Cáceres                                                              | Cáceres                                                                         | Extremadura        | Các đô thị           |
| Cádiz                                                                | Cádiz                                                                           | Andalusia          | Các đô thị           |
| Cantabria                                                            | Santander                                                                       | Cantabria          | Các đô thị           |
| Castellón (tiếng Tây Ban Nha); Castelló (tiếng Catalan)              | Castellón de la Plana (tiếng Tây Ban Nha); Castelló de la Plana (tiếng Catalan) | Cộng đồng Valencia | Các đô thị           |
| Ciudad Real                                                          | Ciudad Real                                                                     | Castile-La Mancha  | Các đô thị           |
| Córdoba                                                              | Córdoba                                                                         | Andalusia          | Các đô thị           |
| Cuenca                                                               | Cuenca                                                                          | Castile-La Mancha  | Các đô thị           |
| Gerona (tiếng Tây Ban Nha); Girona (tiếng Catalan)                   | Gerona (tiếng Tây Ban Nha); Girona (tiếng Catalan)                              | Catalonia          | Các đô thị           |
| Granada                                                              | Granada                                                                         | Andalusia          | Các đô thị           |
| Guadalajara                                                          | Guadalajara                                                                     | Castile-La Mancha  | Các đô thị           |
| Guipúzcoa (tiếng Tây Ban Nha); Gipuzkoa (tiếng Basque);              | San Sebastián (tiếng Tây Ban Nha); Donostia (tiếng Basque)                      | Xứ Basque          | Các đô thị           |
| Huelva                                                               | Huelva                                                                          | Andalusia          | Các đô thị           |
| Huesca                                                               | Huesca                                                                          | Aragon             | Các đô thị           |
| Jaén                                                                 | Jaén                                                                            | Andalusia          | Các đô thị           |
| La Coruña (tiếng Tây Ban Nha); A Coruña (tiếng Galicia)              | La Coruña (tiếng Tây Ban Nha); A Coruña (tiếng Galicia)                         | Galicia            | Các đô thị           |
| La Rioja                                                             | Logroño                                                                         | La Rioja           | Các đô thị           |
| León                                                                 | León                                                                            | Castile và León    | Các đô thị           |
| Lérida (tiếng Tây Ban Nha); Lleida (tiếng Catalan)                   | Lérida (tiếng Tây Ban Nha); Lleida (tiếng Catalan)                              | Catalonia          | Các đô thị           |
| Lugo                                                                 | Lugo                                                                            | Galicia            | Các đô thị           |
| Madrid                                                               | Madrid                                                                          | Cộng đồng Madrid   | Các đô thị           |
| Málaga                                                               | Málaga                                                                          | Andalusia          | Các đô thị           |
| Murcia                                                               | Murcia                                                                          | Murcia             | Các đô thị           |
| Navarra (tiếng Tây Ban Nha); Nafarroa (tiếng Basque)                 | Pamplona (tiếng Tây Ban Nha); Iruña (tiếng Basque)                              | Navarre            | Các đô thị           |
| Orense (tiếng Tây Ban Nha); Ourense (in Galician)                    | Orense (tiếng Tây Ban Nha); Ourense (in Galician)                               | Galicia            | Các đô thị           |
| Palencia                                                             | Palencia                                                                        | Castile và León    | Các đô thị           |
| Las Palmas                                                           | Las Palmas de Gran Canaria                                                      | Canary Islands     | Các đô thị           |
| Pontevedra                                                           | Pontevedra                                                                      | Galicia            | Các đô thị           |
| Salamanca                                                            | Salamanca                                                                       | Castile và León    | Các đô thị           |
| Santa Cruz de Tenerife                                               | Santa Cruz de Tenerife                                                          | Canary Islands     | Các đô thị           |
| Segovia                                                              | Segovia                                                                         | Castile và León    | Các đô thị           |
| Sevilla                                                              | Sevilla                                                                         | Andalusia          | Các đô thị           |
| Soria                                                                | Soria                                                                           | Quần đảo Baleares  | Các đô thị           |
| Tarragona                                                            | Tarragona                                                                       | Catalonia          | Các đô thị           |
| Teruel                                                               | Teruel                                                                          | Aragon             | Các đô thị           |
| Toledo                                                               | Toledo                                                                          | Castile-La Mancha  | Các đô thị           |
| Valencia (tiếng Tây Ban Nha); València (tiếng Catalan)               | Valencia (tiếng Tây Ban Nha); València (tiếng Catalan)                          | Cộng đồng Valencia | Các đô thị           |
| Valladolid                                                           | Valladolid                                                                      | Quần đảo Baleares  | Các đô thị           |
| Zamora                                                               | Zamora                                                                          | Quần đảo Baleares  | Các đô thị           |
| Zaragoza                                                             | Zaragoza                                                                        | Aragon             | Các đô thị           |